# Bulbophyllum distichobulbum
Bulbophyllum distichobulbum là một loài phong lan thuộc chi Bulbophyllum.